# Allalmeia
Allalmeia була невеликим непарнопалим ссавцем вагою близько 3 кілограмів. Тварина мешкала у провінції Мендоса, Аргентина (формація Дівісадеро Ларго) під час пізнього еоцену. Allalmeia належала до родини Oldfieldthomasiidae підряду Typotheria.

## Опис
Це був невеликий пальцехідний ссавець із брахіодонтними та лофобунодонтними зубами, зубами з комбінацією виступів (лофодонтний зубний ряд) і конусів (бунодонтовий зубний ряд). Він мав узагальнений спосіб пересування, тобто міг легко пересуватися будь-якою місцевістю, але, ймовірно, він віддавав перевагу безпеці лісових дерев, де жив. Попри те, що аллалмея була унгулятою, вона мала кігті як найдавніші ссавці.